# Arco di Wignacourt
L'arco di Wignacourt è un arco ornamentale che si trova sull'isola di Malta al confine tra Fleur-de-Lys (un sobborgo di Birkirkara) e Santa Venera. L'arco fu costruito nel 1615 come parte dell'acquedotto Wignacourt, ma fu distrutto durante la Seconda guerra mondiale e successivamente ricostruito nel 2015.

## Arco originale
L'Acquedotto Wignacourt fu costruito tra il 1610 e il 1614 per portare l'acqua dalle sorgenti di Dingli e Rabat alla capitale maltese La Valletta e prende il nome da Alof de Wignacourt, Gran Maestro dell'Ordine di San Giovanni, che ne finanziò in parte la costruzione. Per commemorare la costruzione dell'acquedotto, venne posto un arco nel punto in cui l'acquedotto attraversava la strada che portava da La Valletta a Mdina. L'arco barocco aveva una grande apertura al centro e una più piccola su entrambi i lati ed era decorato con tre gigli, parte dello stemma di Wignacourt e due placche di marmo con iscrizioni in latino.

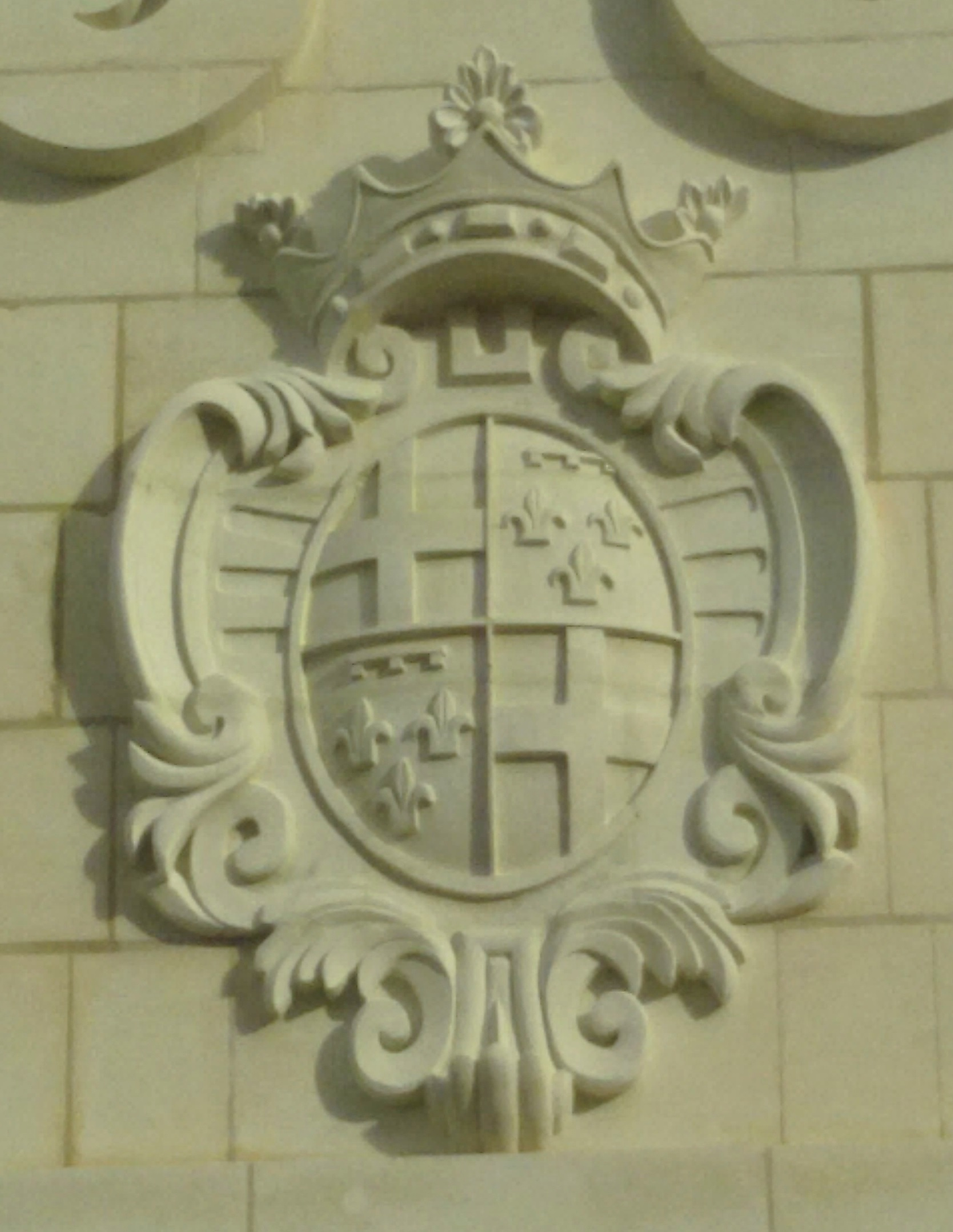
Stemma di Alof de Wignacourt sull'arco ricostruito

Il 18 aprile 1943 un autocarro della Royal Air Force diretto di notte all'aeroporto di Ta 'Qali, a causa dell'assenza d'illuminazione stradale, colpì l'arco e danneggiò gravemente la facciata rivolta verso Santa Venera. L'arco centrale venne quindi smantellato ma l'arco fu completamente distrutto il 12 febbraio 1944, quando un camion del Royal Army Service Corps colpì le restanti parti della struttura. I resti di pietra furono presumibilmente conservati dagli inglesi ma vennero poi dispersi, a differenza delle due lastre marmoree che furono invece recuperate.

## Ricostruzione
Gli archi superstiti dell'acquedotto Wignacourt sono stati restaurati tra il 2004 e il 2005 e nel 2012 il Comitato amministrativo di Fleur-de-Lys e il consiglio locale di Birkirkara hanno annunciato il progetto per la ricostruzione dell'arco con le stesse dimensioni dell'originale. La ricostruzione dell'arco è durata dal 1º agosto 2014 al novembre 2015 ed è costata 280.000 euro, di cui 100.000 euro sono stati donati dalla Bank of Valletta, 40.000 euro sono stati prelevati dal Fondo per le buone cause e i restanti 140.000 euro sono stati pagati dal Consiglio locale di Birkirkara.
L'arco è stato inaugurato il 28 aprile 2016 dal primo ministro Joseph Muscat e dal sindaco di Birkirkara Joanne Debono Grech con il nome di Arco di Wignacourt Arch noto come Fleur-de-Lys Gate.

## Commemorazioni
L'Arco di Wignacourt è raffigurato sulla moneta da 10 euro coniata nel 2015 dalla Banca centrale di Malta per commemorare il 400º anniversario dell'acquedotto e su uno dei due francobolli emessi da MaltaPost.